# Calceolaria cypripediiflora
Calceolaria cypripediiflora är en toffelblomsväxtart som beskrevs av Kränzl.. Calceolaria cypripediiflora ingår i släktet toffelblommor, och familjen toffelblomsväxter. Inga underarter finns listade i Catalogue of Life.